# Christian Pravda
Christian Pravda (n. 8 martie 1927, Kufstein, Tirol, Austria – d. 11 noiembrie 1994, Kitzbühel, Tirol, Austria) a fost un schior alpin ce a reprezentat Austria, medaliat olimpic. A participat la 2 ediții ale Jocurilor Olimpice (1948, 1952) în care a câștigat o medalie de argint și o medalie de bronz.